# هفت شهر طلا (بازی ویدئویی)
«هفت شهر طلا» یک بازی ویدئویی استراتژی است که توسط شرکت «اُزراک سافت اسکیپ» (دان بونتن) تولید و به وسیله الکترونیک آرتز در سال ۱۹۸۴ منتشر گردید. بازیباز در این بازی هدایت یک کاشف اواخر قرن پانزدهم میلادی را که برای امپراطوری اسپانیا کار می‌کند، در دست می‌گیرد. هدف اصلی قهرمان بازی سفر به سرزمین‌های جدید و به دست آوردن طلا و رایزنی با بومیان جهت ایجاد مستعمره برای اسپانیا می‌باشد. نام بازی از نام‌های «کوئیویرا و سیبولا هفت شهر طلا» گرفته شده که گفته می‌شود در جایی در جنوب غربی ایالات متحده قرار دارند.

## گیم‌پلی

اسکرین شات از گیم‌پلی بازی «هفت شهر طلا» نسخه آمیگا

بازی در حالی آغاز می‌شود که بازیباز یک ناوگان اکتشافی از خاندان سلطنتی اسپانیا در اختیار می‌گیرد. این ناوگان شامل چهار کشتی، صد نفر خدمه و مقداری کالای تجاری هستند. بازیباز در ابتدای این بازی، در یکی از شهرهای اسپانیا که به صورت دو بعدی به نمایش در می‌آید، بازی را آغاز می‌کند. این شهر شامل خانه بازیباز، یک قصر، یک میخانه و یک محل برای تهیه ابزار و وسایل می‌باشد. بازیباز می‌تواند قهرمان داستان را به وسیله جوی استیک در شهر هدایت کند، ورود به داخل ساختمان‌های شهر و تعامل با افراد مختلف با استفاده از منوی بازی از قابلیت‌های بازی است. برای مثال ورود به داخل ابزار فروشی‌ها یک منوی جدید ایجاد می‌کند که به وسیله آن بازیباز می‌تواند وسایل و ابزار، خدمه یا کالاهای تجارتی خرید و فروش کند. البته میزان فعالیت بازیباز در اسپانیا بسیار محدود است و او به زودی باید از طریق بندر شهر سوار کشتی شده و راهی سفر شود.
اغلب اوقات، بازی شامل یک صفحه دوبعدی از یک نقشه کوچک در مرکز صفحه است که اعداد مختلفی از وضعیت بازیباز در اطراف آن به نمایش در می‌آید. بعد از ترک بندر، بازی بلافاصله بر روی این نقشه منتقل می‌شود و بازیباز باید کشتی را به سمت «دنیاهای جدید» هدایت کند. در هر زمانی بازیباز می‌تواند منویی را بر روی صفحه بیاورد که محتویات آن بر اساس موقعیت بازیباز در نقشه متفاوت است. به عنوان مثال اگر بازیباز بر روی کشتی باشد، آیتم‌های این منو اجازه می‌دهد بازیباز نقشه را ببیند یا کالاها یا خدمه اضافه را از دسته و ناوگان خود خارج کند. هنگامی که بازیباز خارج از کشتی و بر روی یک سرزمین قرار دارد، منوی مربوطه مطابق با نیازهای گروه اکتشاف تغییر پیدا می‌کند. به محض رسیدن به دنیای جدید، بازیباز می‌تواند شروع به اکتشاف در امتداد ساحل نموده یا اقدام به برپایی قلعه و مکان‌های مذهبی نموده و با بومیان منطقه تعامل نماید. با نزدیک شدن به دهکده بومیان، نقشه به حالت بزرگ نمایی رفته و اقدام به نمایش دهکده می‌کند. با نزدیک شدن به رئیس قبیله در مرکز دهکده منوی جدیدی باز می‌شود که به بازیباز امکان مبادله غذا و طلا را می‌دهد. بازیباز می‌تواند از راه مسالمت‌آمیز اقدام به مبادله نماید یا با روش خشونت‌آمیز اقدام به فتح دهکده کند.
برای حمله به بومیان به سادگی کافیست قهرمان بازی را به سمت آن‌ها بکشانید. در این گونه موارد کشتن دو یا سه نفر از بومیان به‌طور اتفاقی مشکلی ایجاد نمی‌کند، اما اگر تعداد زیادی کشته شوند آن گاه بومیان تبدیل به دشمن بازیباز شده و به گروه شما حمله می‌کنند. در اکثر مواقع در این گونه نبردها نیروهای اسپانیایی بر بومیان پیروز شده یا بومیان تسلیم و نیروهای اسپانیایی می‌توانند محل‌های فتح شده را غارت کنند.
اندازه محیط «دنیای جدید» و تلفیق آن با طراحی کلی بازی، ایجاد جزئیات نقشه در نهایت منجر به بزرگ شدن حجم اطلاعات گردیده که این خود یکی از مشکلات طراحی بازی بود. سازندگان بازی نمی‌خواستند این مسئله باعث افزایش زمان بارگذاری شود. در این زمینه «دان بونتن» طراح بازی در مصاحبه این گونه توضیح می‌دهد: «تنها راه برای حل این مشکل استفاده از تکنولوژی بود که تا آن زمان نداشتیم و مجبور شدیم آن را اختراع کنیم.» بازی از سیستم استریم اطلاعات بهره می‌برد تا در هنگام بارگذاری، خللی در جریان بازی ایجاد نشود. در این بازی سعی شده محیط‌های «دنیای جدید» شبیه دنیای واقعی مدلسازی شوند، به عنوان مثال جزایر فلوریدا کیز و اکثر رودخانه‌های مشهور. این بازی همچنین شامل یک موتور طراحی محیط است که به بازیباز اجازه می‌دهد شخصاً به ساخت محیط پرداخته و آن را در یک دیسک پشتیبان ذخیره نماید.
نقشه‌های بازی شامل یک یا چند «شهر گمشده» است که معمولاً در نقاط دورافتاده قرار دارند و بر روی نقشه با آیکون کوه مشخص شده‌اند. بازیباز در حین اکتشاف‌های خود و برخورد با این شهرهای مخفی ممکن است با این پیام مواجه شود: «قربان، ما یک شهر گمشده را کشف کردیم.» اهالی این شهرها بسیار ترسو و آرام هستند و از مقابل بازیباز فرار می‌کنند و همگامی که با رئیس قبیله‌اشان مواجه می‌شوید، بازی پیغامی را به بازیباز می‌دهد: «ما می‌توانیم هرآنچه را که می‌خواهیم به عنوان باج برداریم» و بازیباز می‌تواند هر مقدار طلا که می‌خواهد بردارد بدون آنکه نیازی به معامله داشته باشد.

## نسخه‌های بازی
این بازی در اصل برای رایانه‌های آتاری ۴۰۰/۸۰۰ (خانواده آتاری ۸ بیت) طراحی شده بود و به گفته «دان بونتِن» این تنها نسخه کامل بازی است و بقیه نسخه‌ها پورت این عنوان می‌باشند. نسخه‌های کمودور ۶۴ و اپل ۲ این بازی با کمی تأخیر و در همان سال منتشر شد و یکسال بعد (۱۹۸۵) نسخه‌های آمیگا و پی سی این بازی نیز به بازار عرضه شدند.
در سال ۱۹۹۳ یک نسخه جدید از این بازی برای سیستم عامل ام-اس داس منتشر شد که تغییرات زیادی در گیم پلی نسبت به نسخه اصلی داشت. برای مثال در هنگام غلبه بر یک دهکده، تبدیل کردن آن به قلعه یا مکان مذهبی دولت اسپانیا به راحتی نسخه اصلی نیست و مشکلتر شده‌است. همچنین در این نسخه اهداف بازی هدفمند تر شده‌اند. به‌طور مثال اولین هدف در این نسخه برپایی یک مستعمره و سه قلعه نظامی در طی ده مسافرت اولیه است. این نسخه از بازی موفق به دریافت عنوان «بهترین بازی استراتژی ۱۹۹۳» نیز شد.

## بازتاب‌ها
بازی «هفت شهر طلا» برنده بهترین بازی استراتژی سال ۱۹۸۵ در نظرخواهی خوانندگان مجله «کامپیوتر گیمینگ ورلد» شد. ضمن اینکه این بازی بیش از ۱۰۰٬۰۰۰ نسخه فروش داشته‌است.
در سال ۱۹۸۴ مجله «کامپیوت!» این بازی را یک بازی ماجراجویانه جدید نامید... یک بازی استراتژیک با گرافیک توسعه یافته که بازیباز را هم به چالش می‌کشاند و هم در عین سرگرمی به او آموزش می‌دهد و در ضمن توانایی ایجاد نقشه‌های جدید هم دارد. در سال ۱۹۸۵ منتقد ماهنامه آمریکایی Compute!'s Gazette در مورد این بازی نوشت: «این محصول شگفت‌انگیز مرا به دوران بچگی و آرزوی اکتشاف در آمازون برد... دنیایی فانتزی برای اکتشاف. دیگر از یک بازی چه انتظاری می‌توان داشت؟» در سال ۱۹۹۰ مجله «کامپیوتر گیمینگ ورلد» به این بازی چهار ستاره از پنج ستاره را داد و آن را یک عنوان کلاسیک نامید.
در ۱۹۹۶ «کامپیوتر گیمینگ ورلد» این بازی را به عنوان شصت و یکیمین بازی برتر تمام دوران برگزید و نوشت: «بازی فانتزی شرکت اُزراک و امکان اکتشاف دنیاهای جدید که البته بخاطر نوع رفتار با بومیان، باعث رنجش بعضی‌ها شده‌است.»